# 로마인들에게 보낸 편지
로마인들에게 보낸 편지(공동번역성서), 로마서(개역한글판, 개역개정판, 표준새번역), 또는 로마 신자들에게 보낸 서간(한국 천주교 주교회의에서 펴낸 《성경》)은 신약성경 정경의 편지 가운데 하나이다. 
바울로가 고대 코린토스에 있는 가이오의 집에 머물 때, 사도 바울로의 말을 데르디오가 대필하였다고 전한다. 서기 55년에서 57년 사이에 작성된 것으로 여겨진다. 16개의 장으로 구성되어있는데, 처음에는 14~15장의 내용만이 회람되었을 것으로 추정된다. 사본 중 일부는 로마인들에게 보내는 것이라는 문구가 삭제되어 초대 교회의 어느 순간에는 매우 일반적인 서신서로 여겨졌음을 알 수 있다. 겐그레아 교회의 보조자인 페베와 코린토스라는 지명 역시 일부 사본에서만 나타난다.
이 서신서가 작성되기 전에 바울로는 에게해를 순회하며 복음을 전했으며, 궁극적으로는 히스파니아로 복음을 전하러 가기를 소망했다. 로마서 15:23~28에서 추후 히스파니아로 가는 길에 로마를 경유할 계획임을 적고 있다. 이에 따라 본 서신의 목적 중 하나가 로마교회에 방문 예정임을 알리고, 자신이 방문하는 까닭을 설명하는 것이라고 본다. 당시 로마 교회에는 유대인과 이방인의 두 그룹이 모두 있었는데, 바리새파였으며 헬레니즘 유대인인 바울로는 이들 모두를 대상으로 편지를 썼다. 본 서신서에 로마교회의 교인들뿐 아니라 다른 일반적인 교인들도 수취인으로 고려한 흔적이 있기 때문에 서신서의 성격을 분류하는 데에 학자간 의견의 일치가 모아지지 않고 있다.
비록 다른 바울로 서신에서 나타나는 모든 신학적 논의를 빠짐없이 담고 있는 것은 아니지만, 로마서는 조직신학적인 서신으로 여겨지며 특히 성화와 구원의 교리에 대해 매우 중요한 서신으로 여겨진다. 개신교의 이신칭의 교리나 로마 가톨릭의 선행을 강조하는 의화 교리 모두 로마서에서 그 근거를 찾는다. 마르틴 루터는 성경을 독일어로 번역하면서 로마서 3장 28절에 "오직"(독일어: allein)이라는 단어를 '믿음' 앞에 추가하였다.

## 저자
성서비평학자들을 비롯한 거의 모든 신학자들은 로마서의 저자가 바울로라는데 동의한다. 찰스 크랜필드(Charles Cranfield)는 이 편지에 대해 다음과 같이 기술한다.
바울로가 이 서신의 저자가 아니라는 일부 비평가들의 주장은 ... 이제 신학성경 연구자들의 주 관심사에서 벗어났다. 이 편지가 바울로에 기원한다는 것에 대한 책임감 있는 논박은 오늘날 없다. 교부의 증언도 분명하여 2세기가 끝나기 전에 목록에 포함되어 바울로의 저작으로 인용되었다. 현존하는 초기 신약성경 정경 목록은 모두 이 편지를 포함하고 있다. 저자성을 입증하는 외적 증거만으로 충분히 강력한 증거가 되지만, 내적 증거로도 언어학, 문체적, 문학적, 역사적, 신학적 내적 증거들도 존재한다.
바울로는 예루살렘에 있는 가말리엘의 문하에서 신학을 배웠다. 바울로는 지식인이었을 뿐만 아니라, 자신이 나면서부터 로마 시민임을 자랑스럽게 여겼다. 

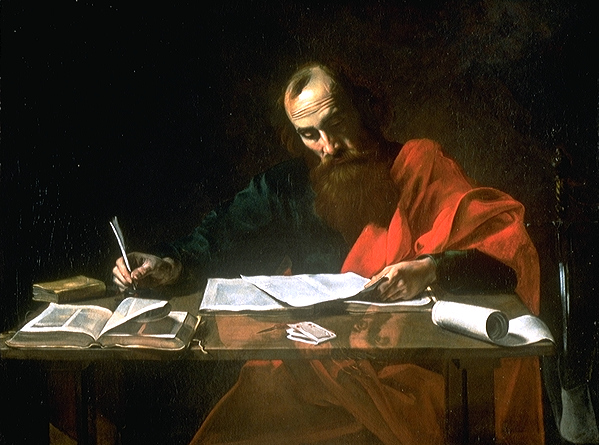
서신을 적고 있는 바울로. 17세기 그림.

데르디오가 대필하였으며, 바울로가 코린토스에 있는 가이오의 집에서 머물 때 작성한 것으로 여겨진다. 코린토스가 지목받는 이유는 바울로가 예루살렘에 가는 길에 그리스에서 석달간 지냈다는 사실(행 20:3) 때문인데, 실제로 코린토스는 바울로가 선교여행중에 가장 큰 성취를 거둔 장소이다. 16장 1~2절에서 소개하는 페베가 코린토스 동부의 항구인 겐크레아 교회의 인물이라는 사실 역시 이를 뒷받침한다. 그녀는 코린토스 서부에서 배를 타고 이 편지를 로마로 전한 것으로 여겨진다. 또한 16장 23절에서 언급되는 에라스도 역시 코린토스에서 재정관으로 근무했던 인물이다.

## 작성시기
이 편지가 저술된 정확한 시기가 언급되지는 않지만 "예루살렘에 사는 성도들에게 구제금을 전하러 (롬 15:25)" 간다는 부분에서 예루살렘 공의회가 이미 소집되어 바울로가 그리스에서 이차 선교여행을 마치고 겨울에 코린토스에 마지막으로 방문할 때 편지가 작성되었다는 사실을 알 수 있다. 대부분의 학자들은 이 편지가 55~56년에, 혹은 56~57년에 쓰여졌다고 본다. 그러나 55년 초나 58년 초, 혹은 51~52년이나 54~55년으로 주장하는 학자들도 존재한다. 존 녹스는 53~54년을 주장했다.

## 내용
사도들로부터 직접 가르침을 받지 못하는 로마 교회를 위해 쓴 것으로 바울로 복음서 또는 성경의 다이아몬드라고도 불린다. 바울로 서신이라고 전해지는 문헌 가운데 가장 긴 내용을 가지고 있다.

### 배경
바울로는 서바나로 전도를 가고, 로마 성도들의 지원이 필요했다.로마 교회는 파울로스가 전도해서 생겨난 교회가 아니었다. 바울로는 그들을 위해 감사하며, 기도하는 동시에 기회를 얻어 로마 교회를 방문하기를 바라고 있었다 (1장 8절, 10절).
이 당시 체재하고 있던 고린도에서 겐그리아의 여성 부제(Diakonos)인 뵈뵈가 로마 교회에 가게 되어 있었으므로 그 길에 이 편지를 맡겨 보낸 것이다(16장 1절부터)

### 목적
로마교회에서 유대기독교인들과 이방기독교인들이 서로 비판하는 문제를 해결하고, 로마의 성도들에게 복음을 전하기 위해서 쓰여졌다. 즉, 구원받지 못한 자연인과 구원받은 그리스도인 모두에 대한 복음을 전하기 위해 쓰여진 것이다.

### 다섯 가지 가르침
사도 바울로는 이 서신을 통해서 로마의 신자들에게 자신이 사도로서 20년 동안 경험한 예수 그리스도의 복음을 전한다. 복음이 구원주시는 하나님의 능력임을 그는 알았고, 구원의 가치를 깨달은 자들에게 다음 5가지를 가르친다.

- 당시 로마교회에는 유대기독교인들과 이방기독교인들이 함께있었는데 유대 기독교인들은 자신들은 율법을 지킴으로 이방 기독교인들보다 의롭다는 생각을 하고 있었다. 그러나, 바울로는 모두가 죄 아래 있고 어느 누구도 예수 그리스도를 떠나서는 의롭다 일컬음을 받지 못한다고 말한다.

- 유대 기독교인들은 율법에 기록된 선한 일을 함으로써 하나님의 사랑을 받는다고 여기고 있었고, 이방 기독교인들은 정해진 음식을 먹고 정해진 날을 중히 여기는 것이 하나님을 기쁘시게 한다고 믿었다. 하지만 바울로는 구원의 길은 하나 밖에 없으며, 그리스도 예수 안에 있는 속량으로 말미암아 하나님의 은총으로 값없이 의롭게 되었다고 말한다.

- 바울로는 예수의 죽음을 여호와의 구속역사의 관점으로 해석하여 그리스도는 경건하지 않은 자를 위하여 죽으셨으며,자신의 죽음으로 여호와의 사랑을 증거하셨고살아나심으로 우리를 구원케 하신다.

- 자신을 의지하면 죄와의 싸움에서 절망뿐이지만, 그리스도 예수 안에 있는 자에게는 생명의 성령을 주셔서 하나님의 뜻대로 살아갈 수 있게 하신다.

- 유대기독교인들은 하나님이 이스라엘과의 약속을 지키시는 신실한 분이신지를 의문시했는데, 이에 사도 바울로는 하나님의 약속은 모든 이스라엘 자손들에게 구원을 약속하신 것이 아니라 믿음을 끝까지 지켜 남는 자들에만 구원을 약속하셨다고 답변했다. 이방기독교인들은 유대 기독교인들과의 적절한 관계를 고민했는데, 바울로는 이방 기독교인들에게 높은 마음을 품지 말고 도리어 두려워하라고 답변했다. 또한, 이들 모두에게 구원은 하나님의 긍휼에서 나온다는 것을 이해하도록 했다.

## 전체 내용
- 로마서 1장 : 인사, 로마를 방문하려는 원인, 복음의 힘과 정의(1장 3절부터 6절), 신약시대의 죄(1장 28절부터 32절)
- 로마서 2장 : 하나님 의로운 심판, 다른 민족들과 율법, 유대인과 율법, 신약시대의 회개(2장 1절부터 5절), 잘못된 믿음의 경고(2장 21절부터 24절)
- 로마서 3장 : 하나님 진실성과 사람들의 죄, 사람은 모두 죄인, 믿음으로 의롭게 되는 길, 이신칭의에 대한 정의(3장 21절부터 28절)
- 로마서 4장 : 아브라함의 믿음, 믿음을 통하여 실현된 하나님의 약속, 이신칭의에 대한 비유(4장 5절부터 8절)
- 로마서 5장 : 의롭게 된 이들의 삶과 희망, 아담과 그리스도, 하나님의 사랑과 예수 그리스도의 보혈과 희생(5장 6절부터 11절)
- 로마서 6장 : 세례로 그리스도와 하나가 된 우리, 그리스도인은 의로움의 종, 신약시대의 죄의 결과, 하나님의 선물과 영생의 개념(6장 17절부터 23절)
- 로마서 7장 : 율법에서 해방된 그리스도인, 율법과 죄와 죽음, 그리스도인의 이중성과 갈등, 죄의 문제(7장 15절부터 25절)
- 로마서 8장 : 성령께서 주시는 생명, 고난과 희망과 영광, 하나님 사랑과 믿는 이들의 확신, 성령의 정의(8장 9절부터 13절)
- 로마서 9장 : 이스라엘의 구원에 대한 바울의 열망, 하나님의 진노와 자비, 이스라엘의 잘못된 열성, 바울의 개인 간증(9장 1절부터 3절)
- 로마서 10장 : 이스라엘의 잘못된 열성과 잘못된 믿음의 경고( 10장 2절부터 3절), 신약시대의 구원과 믿음의 정의(10장 8절부터 17절)
- 로마서 11장 : 이스라엘의 남은 자들, 접붙임을 받은 가지, 이스라엘 회복. 은혜에 대한 정의(11장 5절부터 6절), 그리스도인의 태도와 성화
- 로마서 12장 : 산 제물, 사랑, 세상과 성별, 그리스도인들의 태도와 성화
- 로마서 13장 : 정부와 그리스도인의 관계와 그리스도인의 법과 그리스도인의 태도와 성화
- 로마서 14장 : 그리스도인들간의 관계와 교회의 사역, 그리스도인의 삶의 정의와 그리스도의 심판석의 정의(14장 8절부터 10절)
- 로마서 15장 : 교회의 사역. 이방인을 위한 사역자 바울로, 로마 방문을 위한 바울로의 계획,
- 로마서 16장 : 교회의 사역, 미혹하는 자의 정의와 잘못된 교회와 교회 지도자들의 잘못된 믿음에 대한 경고(16장 17절부터 20절) 개인적인 문안 인사,

## 같이 보기
- 바울에 대한 새 관점